# Séries éliminatoires de la Coupe Stanley 1950
Année précédente Année suivante
Les séries éliminatoires de la Coupe Stanley 1950 font suite à la saison 1949-1950 de la Ligue nationale de hockey. Les Red Wings de Détroit remportent la quatrième Coupe Stanley de leur histoire en battant les Rangers de New York en finale.

## Tableau récapitulatif
|  | Demi-finales                         | Demi-finales                         |         |   | Finale                             | Finale                             |
|  | Demi-finales                         | Demi-finales                         |         |   | Finale                             | Finale                             |
|  |                                      |                                      |         |   |                                    |                                    |
|  | 28, 30 mars, 1er, 4, 6, 8 et 9 avril | 28, 30 mars, 1er, 4, 6, 8 et 9 avril |         |   | 11, 13, 15, 18, 20, 22 et 23 avril | 11, 13, 15, 18, 20, 22 et 23 avril |
|  | 28, 30 mars, 1er, 4, 6, 8 et 9 avril | 28, 30 mars, 1er, 4, 6, 8 et 9 avril |         |   | 11, 13, 15, 18, 20, 22 et 23 avril | 11, 13, 15, 18, 20, 22 et 23 avril |
|  | Détroit                              | 4                                    |         |   | 11, 13, 15, 18, 20, 22 et 23 avril | 11, 13, 15, 18, 20, 22 et 23 avril |
|  | Détroit                              | 4                                    |         |   | 11, 13, 15, 18, 20, 22 et 23 avril | 11, 13, 15, 18, 20, 22 et 23 avril |
|  | Toronto                              | 3                                    |         |   | 11, 13, 15, 18, 20, 22 et 23 avril | 11, 13, 15, 18, 20, 22 et 23 avril |
|  | Toronto                              | 3                                    | Détroit | 4 |                                    |                                    |
|  | 29 mars, 1er, 2, 4, et 6 avril       |                                      | Détroit | 4 |                                    |                                    |
|  |                                      | New York                             | 3       |   |                                    |                                    |
|  | Montréal                             | New York                             | 3       | 1 |                                    |                                    |
|  | Montréal                             |                                      |         | 1 |                                    |                                    |
|  | New York                             | 4                                    |         |   |                                    |                                    |
|  | New York                             | 4                                    |         |   |                                    |                                    |

## Détails des séries

### Demi-finales

#### Red Wings de Détroit contre Maple Leafs de Toronto
Détroit gagne la série 4 matchs à 3.
| 28 mars | Détroit | 0-5 (0-0, 0-3, 0-2) | Toronto | Olympia Stadium |

| Feuille de match | Feuille de match | Feuille de match    | Feuille de match | Feuille de match |
| ---------------- | ---------------- | ------------------- | --- | ---------------- |
|                  | - -              | 0-1 0-2 0-3 0-4 0-5 | Klukay (Barilko, Bentley) — 20 min 10 s Barilko (Kennedy, Smith) — 25 min 49 s McCormack (Lynn) — 31 min 29 s Gardner (Meeker, Thomson) — 43 min 29 s Klukay (Timgren, Bentley) — 51 min 17 s |                  |
| ̝Lumley           | Gardiens         | Broda               | |                  |
|                  |                  |                     | |                  |
|                  |                  |                     | |                  |

| 30 mars | Détroit | 3-1 (2-0, 1-0, 0-1) | Toronto | Olympia Stadium |

| Feuille de match | Feuille de match                                                                                   | Feuille de match | Feuille de match                         | Feuille de match |
| ---------------- | -------------------------------------------------------------------------------------------------- | ---------------- | ---------------------------------------- | ---------------- |
|                  | Kelly (McFadden, Pavelich) — 9 min 12 s Abel (Couture) — 15 min 47 s Carveth (Gee) — 30 min 12 s - | 1-0 2-0 3-0 3-1  | - MacKell (Smith, Kennedy) — 45 min 44 s |                  |
| Lumley           | Gardiens                                                                                           | Broda            |                                          |                  |
|                  | |                  |                                          |                  |
|                  | |                  |                                          |                  |

| 1er avril | Toronto | 2-0 (0-0, 2-0, 0-0) | Détroit | Maple Leaf Gardens |

| Feuille de match | Feuille de match                                                              | Feuille de match | Feuille de match | Feuille de match |
| ---------------- | ----------------------------------------------------------------------------- | ---------------- | ---------------- | ---------------- |
|                  | Klukay (Timgren, Bentley) — 26 min 44 s Bentley (Timgren, Lynn) — 39 min 40 s | 1-0 2-0          | - -              |                  |
| Broda            | Gardiens                                                                      | Lumley           |                  |                  |
|                  |                                                                               |                  |                  |                  |
|                  |                                                                               |                  |                  |                  |

| 4 avril | Toronto | 1-2 (2 pr) (1-1, 0-0, 0-0, 0-0, 0-1) | Détroit | Maple Leaf Gardens |

| Feuille de match | Feuille de match                            | Feuille de match | Feuille de match                                                  | Feuille de match |
| ---------------- | ------------------------------------------- | ---------------- | ----------------------------------------------------------------- | ---------------- |
|                  | Bentley (Timgren, Thomson) — 3 min 31 s - - | 1-0 1-1 1-2      | - Pavelich (Couture, McFadden) — 10 min 50 s Reise (Lindsay, Gee) |                  |
| Broda            | Gardiens                                    | Lumley           |                                                                   |                  |
|                  |                                             |                  |                                                                   |                  |
|                  |                                             |                  |                                                                   |                  |

| 6 avril | Détroit | 0-2 (0-1, 0-0, 0-1) | Toronto | Olympia Stadium |

| Feuille de match | Feuille de match | Feuille de match | Feuille de match                                             | Feuille de match          |
| ---------------- | ---------------- | ---------------- | ------------------------------------------------------------ | ------------------------- |
|                  | - -              | 0-1 0-2          | Kennedy (Smith, MacKell) — 10 min 35 s Bentley — 45 min 27 s | Arbitrage : Bill Chadwick |
| Lumley           | Gardiens         | Broda            |                                                              | Arbitrage : Bill Chadwick |
|                  |                  |                  |                                                              | Arbitrage : Bill Chadwick |
|                  |                  |                  |                                                              | Arbitrage : Bill Chadwick |

| 8 avril | Toronto | 0-4 (0-2, 0-1, 01-) | Détroit | Maple Leaf Gardens |

| Feuille de match, | Feuille de match, | Feuille de match, | Feuille de match, | Feuille de match, |
| ----------------- | ----------------- | ----------------- | --- | ----------------- |
|                   | - -               | 0-1 0-2 0-3 0-4   | Pavelich (Lindsay) — 8 min 55 s Gee (Martin, Stewart) — 19 min 40 s Couture (Carveth) — 30 min 31 s Stewart — 45 min 3 s |                   |
| Lumley            | Gardiens          | Broda             | |                   |
|                   |                   |                   | |                   |
|                   |                   |                   | |                   |

| 9 avril | Détroit | 1-0 (pr) (0-0, 0-0, 0-0, 1-0) | Toronto | Olympia Stadium |

| Feuille de match | Feuille de match          | Feuille de match | Feuille de match | Feuille de match |
| ---------------- | ------------------------- | ---------------- | ---------------- | ---------------- |
|                  | Reise (Gee) — 68 min 34 s | 1-0              |                  |                  |
| Lumley           | Gardiens                  | Broda;           |                  |                  |
|                  |                           |                  |                  |                  |
|                  |                           |                  |                  |                  |

#### Montréal contre New York
New York gagne la série 4 matchs à 1.
| 29 mars | New York | 3-1 (1-1, 1-0, 1-0) | Montréal | Madison Square Garden |

| Feuille de match | Feuille de match                                                                             | Feuille de match | Feuille de match                          | Feuille de match |
| ---------------- | -------------------------------------------------------------------------------------------- | ---------------- | ----------------------------------------- | ---------------- |
|                  | - Raleigh (Lund) — 11 min 40 s Mickoski (Shero) — 31 min 18 s Egan (Kyle) — 59 min 38 s (CV) | 0-1 1-1 2-1 3-1  | Dussault (Lach, Reardon) — 8 min 27 s - - |                  |
| Rayner           | Gardiens                                                                                     | Durnan           |                                           |                  |
|                  |                                                                                              |                  |                                           |                  |
|                  |                                                                                              |                  |                                           |                  |

| 1er avril | Montréal | 2-3 (2-1, 0-0, 0-2) | New York | Forum de Montréal |

| Feuille de match | Feuille de match                                                       | Feuille de match    | Feuille de match                                                                                              | Feuille de match |
| ---------------- | ---------------------------------------------------------------------- | ------------------- | --- | ---------------- |
|                  | Curry (MacKay, Harmon) — 6 min 57 s Dussault (Bouchard) — 9 min () - - | 1-0 2-0 2-1 2-2 2-3 | - Lund (Raleigh, Lancien) — 10 min 10 s O'Connor (Stanley) — 51 min 58 s Slowinski (Lund, Kyle) — 53 min 34 s |                  |
| Durnan           | Gardiens                                                               | Rayner              | |                  |
|                  |                                                                        |                     | |                  |
|                  |                                                                        |                     | |                  |

| 2 avril | New York | 4-1 (2-1, 10-1, 0-) | Montréal | Madison Square Garden |

| Feuille de match | Feuille de match | Feuille de match    | Feuille de match                                | Feuille de match |
| ---------------- | --- | ------------------- | ----------------------------------------------- | ---------------- |
|                  | Lund (Raleigh, Slowinski) — 7 min 18 s - Slowinski (Raleigh, Lund) — 15 min 58 s Lund (Raleigh, Slowinski) — 34 min 30 s Lund (Laprade, Fisher) — 52 s () | 1-0 1-1 2-1 3-1 4-1 | - Hirschfeld (Plamondon, Reay) — 9 min 30 s - - |                  |
| Rayner           | Gardiens | Durnan              |                                                 |                  |
|                  | |                     |                                                 |                  |
|                  | |                     |                                                 |                  |

| 4 avril | Montréal | 3-2 (pr) (1-1, 0-1, 1-0, 1-0) | New York | Forum de Montréal |

| Feuille de match | Feuille de match | Feuille de match    | Feuille de match                                                                     | Feuille de match |
| ---------------- | --- | ------------------- | ------------------------------------------------------------------------------------ | ---------------- |
|                  | - Dussault (Lach, Richard) — 17 min 15 s - Richard (Harvey, Bouchard) — 49 min 34 s Lach (Dussault, Harvey) — 75 min 19 s | 0-1 1-1 1-2 2-2 3-2 | Lund (Stanley, Raleigh) — 9 min 14 s - Raleigh (Eddolls, Slowinski) — 29 min 7 s - - |                  |
| McNeil           | Gardiens | Rayner              |                                                                                      |                  |
|                  | |                     |                                                                                      |                  |
|                  | |                     |                                                                                      |                  |

| 6 avril | Montréal | 0-3 (0-0, 0-0, 0-3) | New York | Forum de Montréal 14 113 spectateurs |

| Feuille de match | Feuille de match | Feuille de match | Feuille de match | Feuille de match |
| ---------------- | ---------------- | ---------------- | --- | ---------------- |
|                  | - -              | 0-1 0-2 0-3      | Gordon (Mickoski, Stanley) — 44 min 22 s Egan (O'Connor, Stanley) — 45 min 18 s Fisher (Lund, Laprade) — 56 min 47 s |                  |
| McNeil           | Gardiens         | Rayner           | |                  |
|                  |                  |                  | |                  |
|                  |                  |                  | |                  |

### Finale
Les Red Wings de Détroit remportent la Coupe Stanley après 28 minutes 31 secondes de prolongation dans le 7e match de la finale.
| 11 avril | Détroit | 4-1 (0-1, 4-0, 0-0) | New York | Olympia Stadium |

| Feuille de match | Feuille de match | Feuille de match    | Feuille de match                             | Feuille de match |
| ---------------- | --- | ------------------- | -------------------------------------------- | ---------------- |
|                  | - Carveth (Gee, Babando) — 24 min 43 s Gee (Wilson) — 29 min 32 s McFadden (Couture) — 30 min 6 s Couture (Pronovost, McFadden) — 33 min 56 s | 0-1 1-1 2-1 3-1 4-1 | O'Connor (Gordon, Mickoski) — 5 min 58 s - - |                  |
| Lumley           | Gardiens | Rayner              |                                              |                  |
|                  | |                     |                                              |                  |
|                  | |                     |                                              |                  |

| 13 avril | New York | 3-1 (0-0, 1-1, 2-0) | Détroit | Maple Leaf Gardens |

| Feuille de match | Feuille de match                                                          | Feuille de match | Feuille de match                    | Feuille de match          |
| ---------------- | ------------------------------------------------------------------------- | ---------------- | ----------------------------------- | ------------------------- |
|                  | - Egan — 30 min 39 s Laprade (Stanley) — 43 min 1 s Laprade — 51 min 20 s | 0-1 1-1 2-1 3-1  | Couture (Pavelich) — 22 min 5 s - - | Arbitrage : George Gravel |
| Rayner           | Gardiens                                                                  | Lumley           |                                     | Arbitrage : George Gravel |
|                  |                                                                           |                  |                                     | Arbitrage : George Gravel |
|                  |                                                                           |                  |                                     | Arbitrage : George Gravel |

| 15 avril | New York | 0-4 (0-2, 0-1, 0-1) | Détroit | Maple Leaf Gardens |

| Feuille de match | Feuille de match | Feuille de match | Feuille de match                                                                                            | Feuille de match |
| ---------------- | ---------------- | ---------------- | --- | ---------------- |
|                  | - -              | 0-1 0-2 0-3 0-4  | Couture (Kelly) — 11 min 13 s Gee (Dewsbury) — 19 min 8 s Abel — 39 min 15 s Pavelich (Kelly) — 56 min 55 s |                  |
| Rayner           | Gardiens         | Lumley           | |                  |
|                  |                  |                  | |                  |
|                  |                  |                  | |                  |

| 18 avril | Détroit | 3-4 (pr) (2-0, 0-1, 1-2, 0-1) | New York | Olympia Stadium |

| Feuille de match, | Feuille de match,                                                                                          | Feuille de match,           | Feuille de match, | Feuille de match,                                        |
| ----------------- | --- | --------------------------- | --- | -------------------------------------------------------- |
|                   | Lindsay (Stewart) — 6 min 31 s Abel (Lindsay) — 16 min 48 s - Pavelich (Peters, Stewart) — 43 min 22 s - - | 1-0 2-0 2-1 3-1 3-2 3-3 3-4 | - O'Connor (Kaleta, Mickoski) — 39 min 59 s - Laprade (Fisher, Leswick) — 48 min 9 s Kyle (Kaleta) — 56 min 26 s Raleigh (Stowinski) — 68 min 34 s | Arbitrage : Georges Gravel Melvin Keeling, Georges Hayes |
| Lumley            | Gardiens                                                                                                   | Rayner                      | | Arbitrage : Georges Gravel Melvin Keeling, Georges Hayes |
|                   | |                             | | Arbitrage : Georges Gravel Melvin Keeling, Georges Hayes |
|                   | |                             | | Arbitrage : Georges Gravel Melvin Keeling, Georges Hayes |

| 20 avril | Détroit | 1-2 (pr) (0-0, 0-1, 1-0, 0-1) | New York | Olympia Stadium |

| Feuille de match | Feuille de match                          | Feuille de match | Feuille de match                                                         | Feuille de match                                     |
| ---------------- | ----------------------------------------- | ---------------- | ------------------------------------------------------------------------ | ---------------------------------------------------- |
|                  | - Lindsay (Carveth, Abel) — 58 min 10 s - | 0-1 1-1 1-2      | Fisher (Leswick) — 27 min 44 s - Raleigh (Slowinski, Lund) — 61 min 38 s | Arbitrage : Bill Chadwick Sammy Babcock, Hugh McLean |
| Lumley           | Gardiens                                  | Rayner           |                                                                          | Arbitrage : Bill Chadwick Sammy Babcock, Hugh McLean |
|                  |                                           |                  |                                                                          | Arbitrage : Bill Chadwick Sammy Babcock, Hugh McLean |
|                  |                                           |                  |                                                                          | Arbitrage : Bill Chadwick Sammy Babcock, Hugh McLean |

| 22 avril | Détroit | 5-4 (1-2, 2-1, 2-1) | New York | Olympia Stadium |

| Feuille de match | Feuille de match | Feuille de match                    | Feuille de match | Feuille de match |
| ---------------- | --- | ----------------------------------- | --- | ---------------- |
|                  | Lindsay (Stewart) — 19 min 18 s Abel (Lindsay, Carveth) — 25 min 38 s Couture (Babando, gee) — 36 min 7 s Lindsay (Abel) — 44 min 13 s Abel (Carveth, Dewsbury) — 50 min 34 s | 0-1 0-2 1-2 1-3 2-3 3-3 3-4 4-4 5-4 | Stanley (Mickoski, Kaleta) — 3 min 45 s Fisher (Laprade, Leswick) — 7 min 35 s Lund (Egan, Slowinski) — 23 min 18 s Leswick (Laprade, Fisher) — 41 min 54 s |                  |
|                  | |                                     | |                  |
|                  | |                                     | |                  |
|                  | |                                     | |                  |

| 23 avril | Détroit | 4-3 (2 pr) (0-2, 3-1, 0-0, 0-0, 1-0) | New York | Olympia Stadium 13 095 spectateurs |

| Feuille de match | Feuille de match | Feuille de match            | Feuille de match | Feuille de match                                     |
| ---------------- | --- | --------------------------- | --- | ---------------------------------------------------- |
|                  | Babando (Kelly, Couture) — 25 min 9 s (SN) Abel (Dewsbury) — 25 min 30 s (SN) McFadden (Peters) — 35 min 57 s Babando (Gee) — 88 min 31 s | 0-1 0-2 1-2 2-2 2-3 3-3 4-3 | Stanley (Leswick) — 11 min 14 s (SN) Leswick (Laprade, O'Connor) — 12 min 18 s (SN) O'Connor (Mickoski) — 31 min 42 s | Arbitrage : Bill Chadwick Hugh McLean, Georges Hayes |
| Lumley           | Gardiens | Rayner                      | | Arbitrage : Bill Chadwick Hugh McLean, Georges Hayes |
|                  | |                             | | Arbitrage : Bill Chadwick Hugh McLean, Georges Hayes |
|                  | |                             | | Arbitrage : Bill Chadwick Hugh McLean, Georges Hayes |